# SN 2006fz
SN 2006fz – supernowa typu Ia odkryta 12 września 2006 roku w galaktyce A001641-0025. W momencie odkrycia miała maksymalną jasność 21,50m.